# St. Helena (Nebraska)
St. Helena es una villa ubicada en el condado de Cedar en el estado estadounidense de Nebraska. En el Censo de 2010 tenía una población de 96 habitantes y una densidad poblacional de 83,48 personas por km².

## Geografía
St. Helena se encuentra ubicada en las coordenadas 42°48′38″N 97°14′56″O / 42.81056, -97.24889. Según la Oficina del Censo de los Estados Unidos, St. Helena tiene una superficie total de 1.15 km², de la cual 1.15 km² corresponden a tierra firme y (0%) 0 km² es agua.

## Demografía
Según el censo de 2010, había 96 personas residiendo en St. Helena. La densidad de población era de 83,48 hab./km². De los 96 habitantes, St. Helena estaba compuesto por el 98.96% blancos, el 0% eran afroamericanos, el 1.04% eran amerindios, el 0% eran asiáticos, el 0% eran isleños del Pacífico, el 0% eran de otras razas y el 0% pertenecían a dos o más razas. Del total de la población el 0% eran hispanos o latinos de cualquier raza.